# Licht auf der Piazza
Licht auf der Piazza (Originaltitel Light in the Piazza) ist ein US-amerikanischer Spielfilm von Guy Green aus dem Jahr 1962. Er basiert auf der 1960 erschienenen Novelle The Light in the Piazza von Elizabeth Spencer (1921–2019).

## Handlung
Während eines Urlaubs in Florenz treffen die wohlhabende Amerikanerin Meg Johnson und ihre 26-jährige Tochter Clara auf den jungen Italiener Fabrizio Naccarelli. Er verliebt sich sofort in die schöne Clara, ahnt jedoch nicht, dass diese seit einem Reitunfall in ihrer Kindheit unter einer geistigen Behinderung leidet und ein geistiges Alter von zehn Jahren hat. Anstatt der Behinderung sehen er und seine Familie kindliche Unschuld in Clara. Meg schafft es nicht, Fabrizio oder dessen Vater von Claras Behinderung zu erzählen. Meg versucht stattdessen, die jungen Menschen möglichst voneinander zu trennen, was ihr allerdings nicht gelingt. Sie ist nervös, da es bereits in der Vergangenheit zu Komplikationen mit jungen Männern kam, die an der attraktiven Clara interessiert waren, aber nichts von ihrer Behinderung wussten.
Meg entschließt sich, ohne jede Vorwarnung für Fabrizio mit ihrer Tochter nach Rom abzureisen. Aber auch in Rom kann Clara den jungen Italiener nicht vergessen. Meg ruft daraufhin ihren Ehemann Noel um Hilfe an, der sich in den Flieger nach Rom setzt. Das Ehepaar bespricht die Zukunft ihrer Tochter und hat dabei sehr unterschiedliche Ansichten. Noel glaubt nicht, dass seine Tochter jemals ein normales Leben führen kann, und überlegt, sie in ein Heim für geistig behinderte Menschen einzuweisen. Meg betrachtet das als Wegsperren ihrer Tochter. Nach der Auseinandersetzung reist Noel in die Vereinigten Staaten zurück. Meg überlegt, dass ihre Tochter bei den wohlhabenden Noccarellis ein relativ normales Leben führen könne, da dort Bedienstete die meisten Tätigkeiten übernehmen und Claras naives Wesen wertgeschätzt wird.
Meg und Clara reisen schließlich nach Florenz zurück. Die Mutter ist nun entschlossen, ihrer Tochter zu der Ehe mit Fabrizio zu verhelfen. Das junge Paar ist sehr glücklich darüber, dass sich Meg nicht weiter gegen sie stellt, und schon bald werden Pläne für eine Hochzeit gemacht. Hierfür muss Clara unter anderem zur Katholischen Kirche konvertieren. Als Fabrizios Vater einen Blick in den Personalausweis von Clara wirft, ist er plötzlich irritiert und geht mit Fabrizio im Schlepptau ohne ein weiteres Wort davon. Meg fürchtet, dass Signor Noccarelli von der geistigen Behinderung Claras erfahren haben könnte. Schließlich sucht Signor Noccarelli Meg in ihrem Hotel. Er war nur überrascht davon, dass Clara 26 Jahre alt und damit drei Jahre älter als sein Sohn ist – in Italien seien Ehen von jüngeren Männern mit älteren Frauen kontrovers. Signor Noccarelli und Fabrizio haben nichts weiter gegen die Ehe einzuwenden.
Meg erlebt schließlich noch ihr eigenes kleines Liebesabenteuer mit dem charmanten Signor Noccarelli, der ihr viele Komplimente macht und sie bei einem kleinen Ausflug spontan küsst. Schließlich findet die Hochzeit, ohne Anwesenheit des Vaters der Braut, in einer Florenzer Kirche statt. Während das junge Brautpaar wegfährt, spricht Meg zu sich, dass sie wisse, die richtige Entscheidung getroffen zu haben.

## Hintergrund
Licht auf der Piazza war die letzte Kinoproduktion unter Leitung von Arthur Freed, der vor allem als Produzent vieler klassischer Filmmusicals bekannt wurde.

## Kritiken
In einer zeitgenössischen Kritik schrieb der bekannte kanadische Filmkritiker Clyde Gilmour, der Film sei „seifenopernhaft im Thema, aber elegant im Stil“. Der Filmdienst schreibt, der Film sei eine „scheinproblematische, routiniert inszenierte, den Konflikt aber nur anschneidende Unterhaltung in den Kulissen von Florenz.“